# 高地阿勒曼尼語
高地阿勒曼尼語泛指分布從奧地利最西端的福拉爾貝格邦到瑞士和列支敦斯登接壤的阿勒曼語方言。儘管德語母語者只能部分理解高地阿勒曼尼方言，但它通常被認為是德語的一部分。